# Festo BionicOpter
Die BionicOpter ist ein Modell-Ornithopter der Firma Festo, der einer Libelle nachempfunden ist und wie ein Helikopter, aber auch wie ein Flugzeug fliegen kann, inklusive schweben und segeln. Vorgänger ist der Festo SmartBird.

## Technische Daten
Die technischen Daten des BionicOpter sind:
| Rumpflänge:         | 44 cm                                                            |
| Spannweite:         | 63 cm                                                            |
| Gewicht:            | 175 g                                                            |
| Batterie:           | Lithiumpolymer-Akku, 2 Zellen, 7,6 V                             |
| Freiheitsgrade:     | 13                                                               |
| Ansteuerung Flügel: | 8 Servostellmotoren (Flügelschlagfrequenz zwischen 15 und 20 Hz) |
| El. Leistung:       | 23 Watt                                                          |
| Struktur:           | Kohlefaserstab (Flügel), Polyester Membrane (Flügelfläche)       |
| Gehäuse:            | Aluminium, Polyamid (gesintert) und Terpolymer                   |
| Mikrocontroller:    | ARM-Architektur                                                  |
| Motor:              | 1 bürstenloser VS-Außenläufer                                    |
| Sensorik:           | Inertial-, Beschleunigungs- und Lagesensoren                     |
| Funkfernsteuerung:  | Smartphone oder Digitale Spektrum-Sendeanlage                    |